# صخرة الفطر

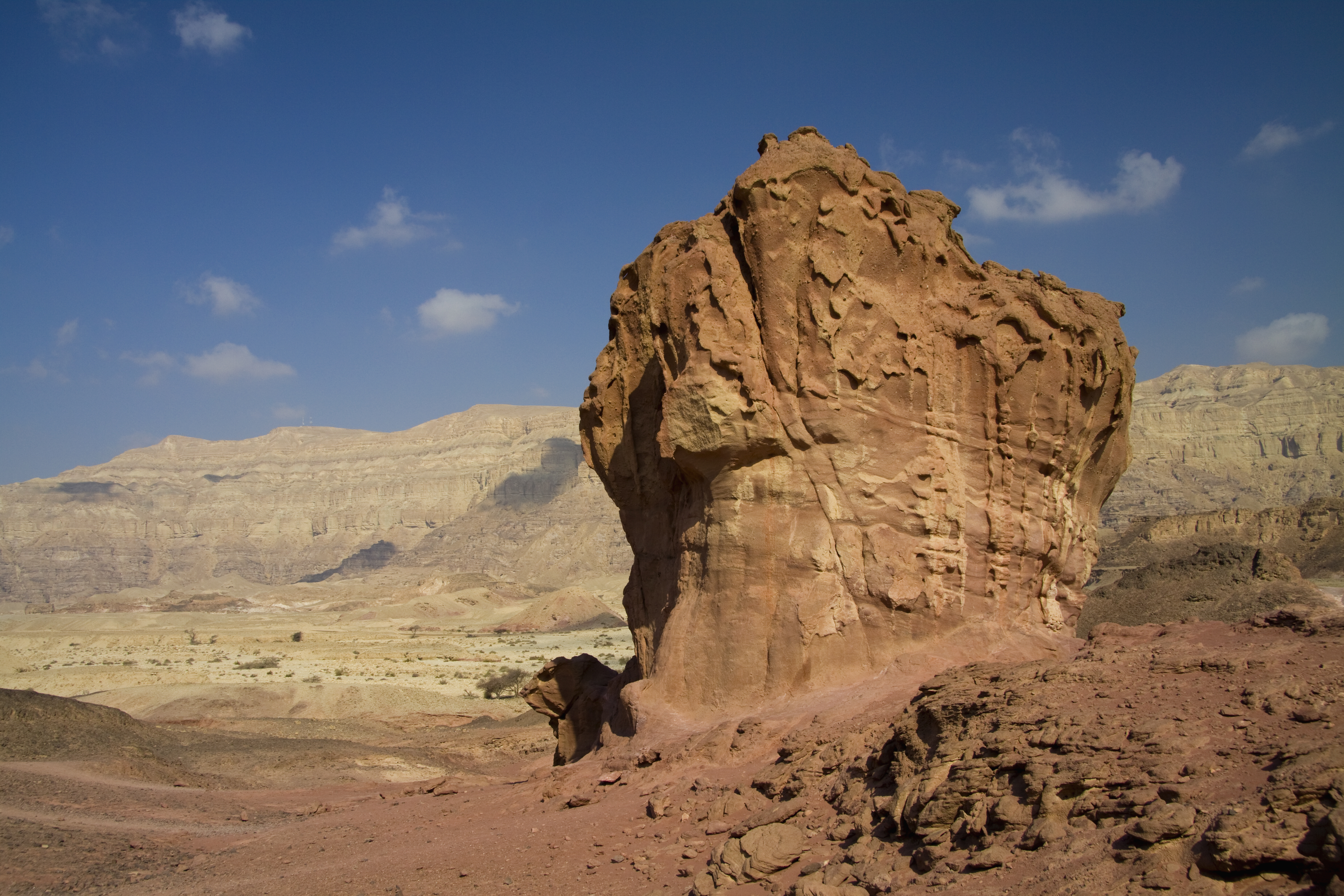
صخرة الفطر في وادي تمناع، إسرائيل

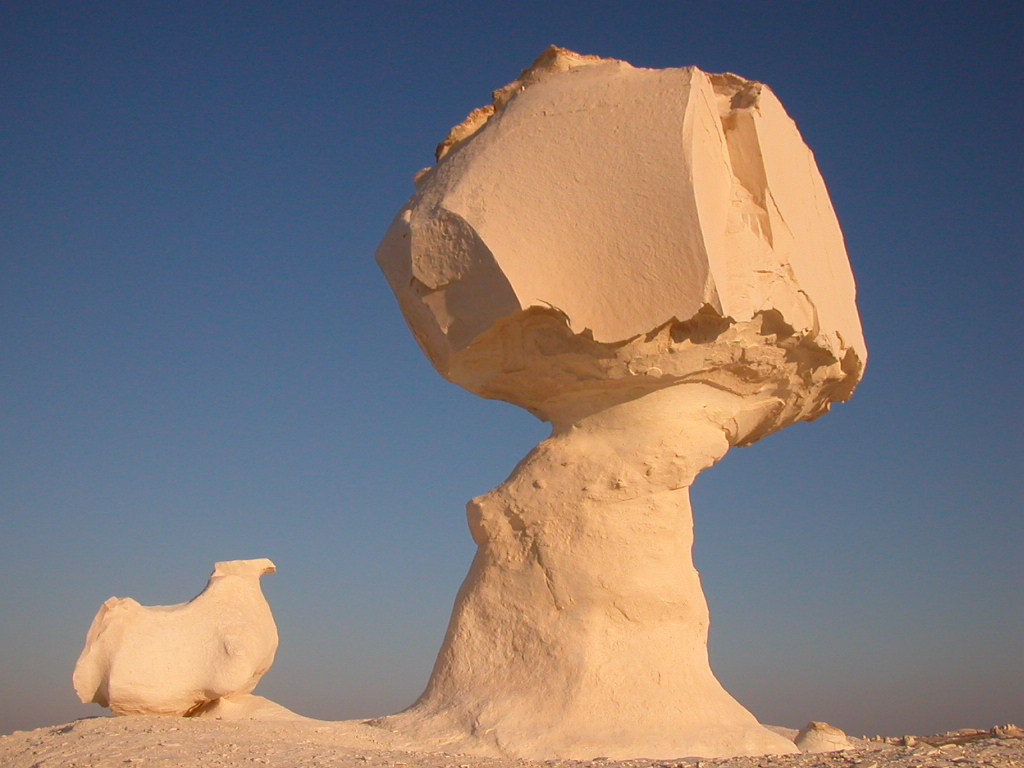
صخور الفطر في مصر

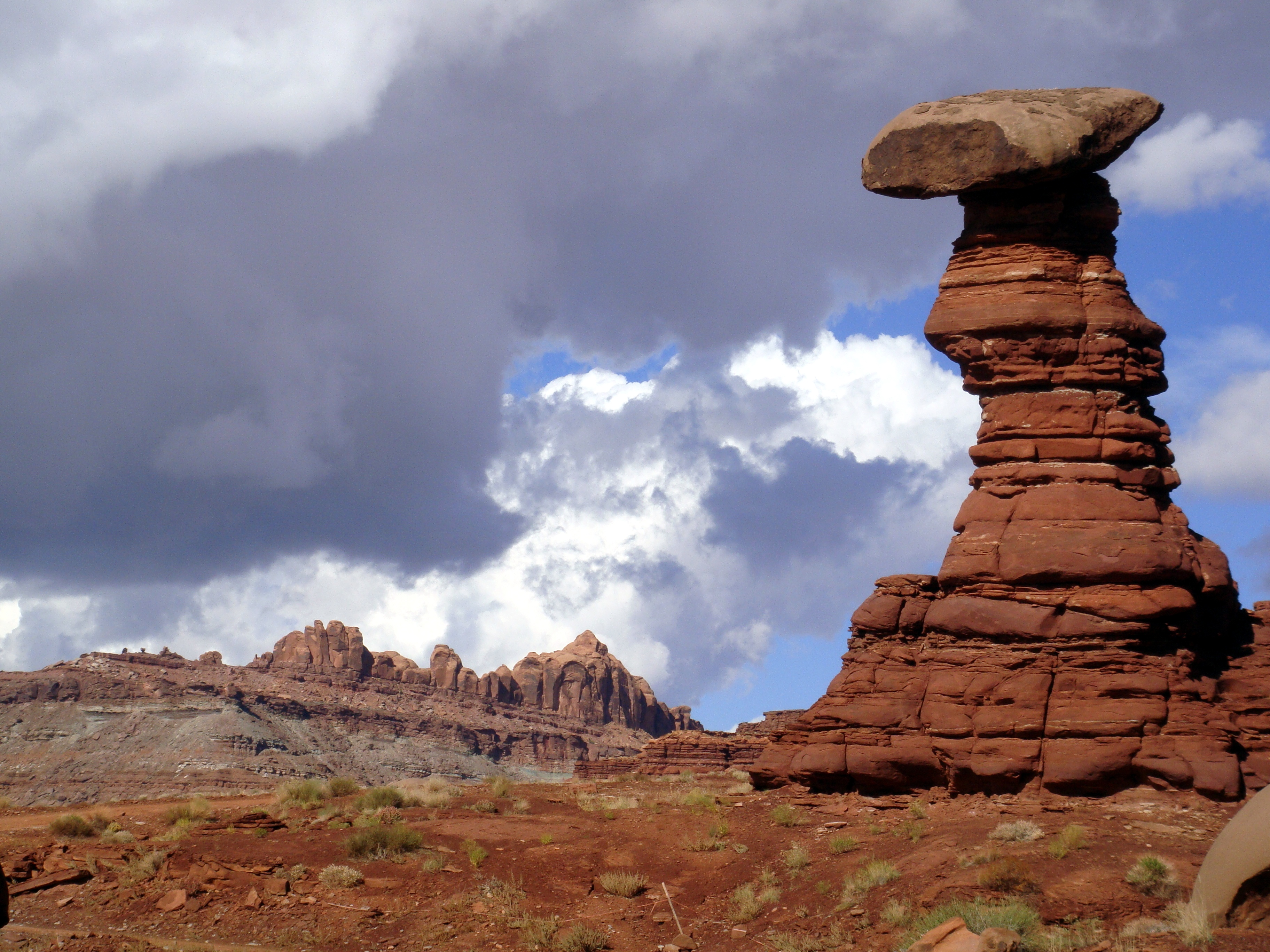
صخرة فطر غرب موآب بولاية يوتا

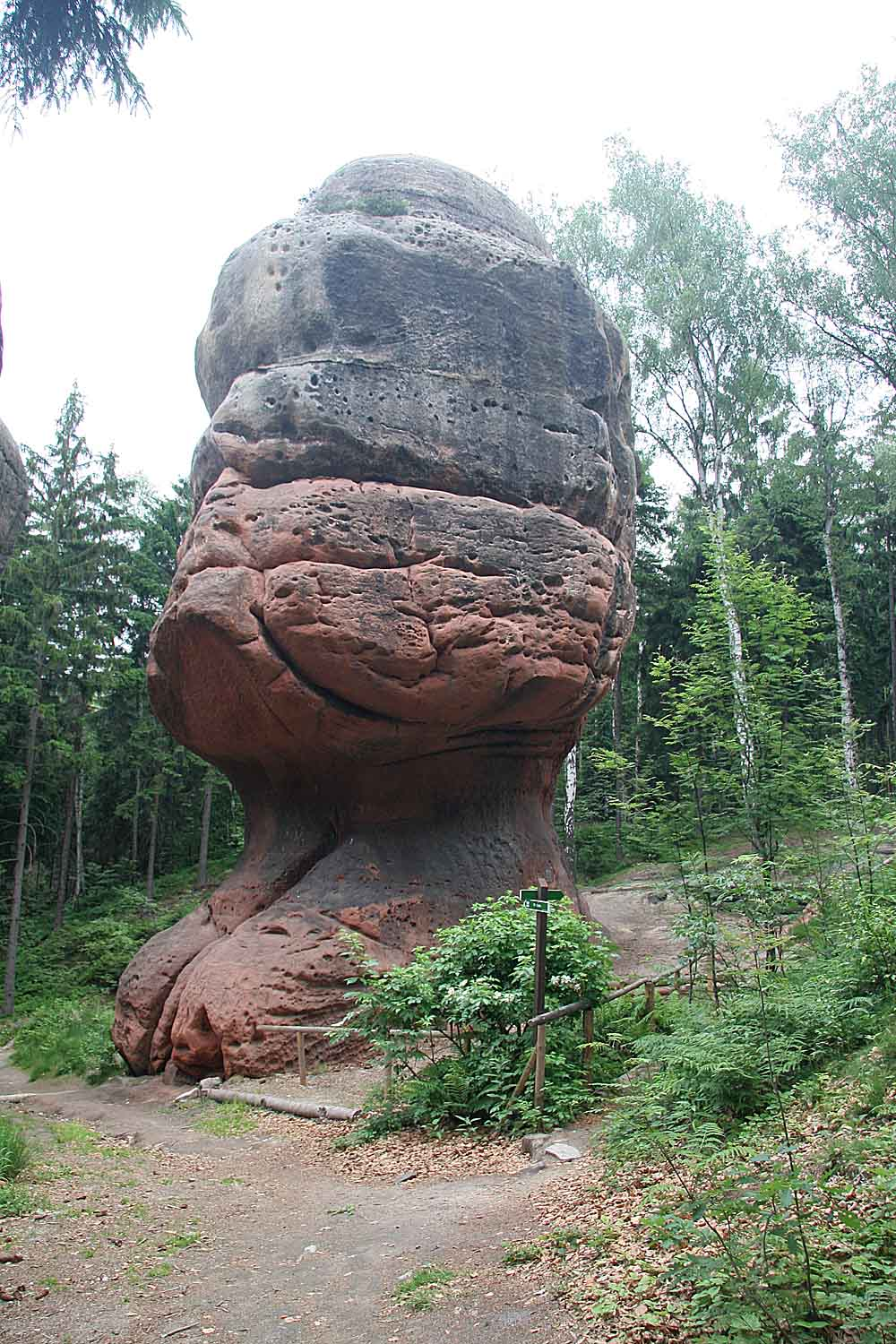
Kelchstein ("Chalice Rock") بالقرب من Oybin، جبال Lusatian، ألمانيا

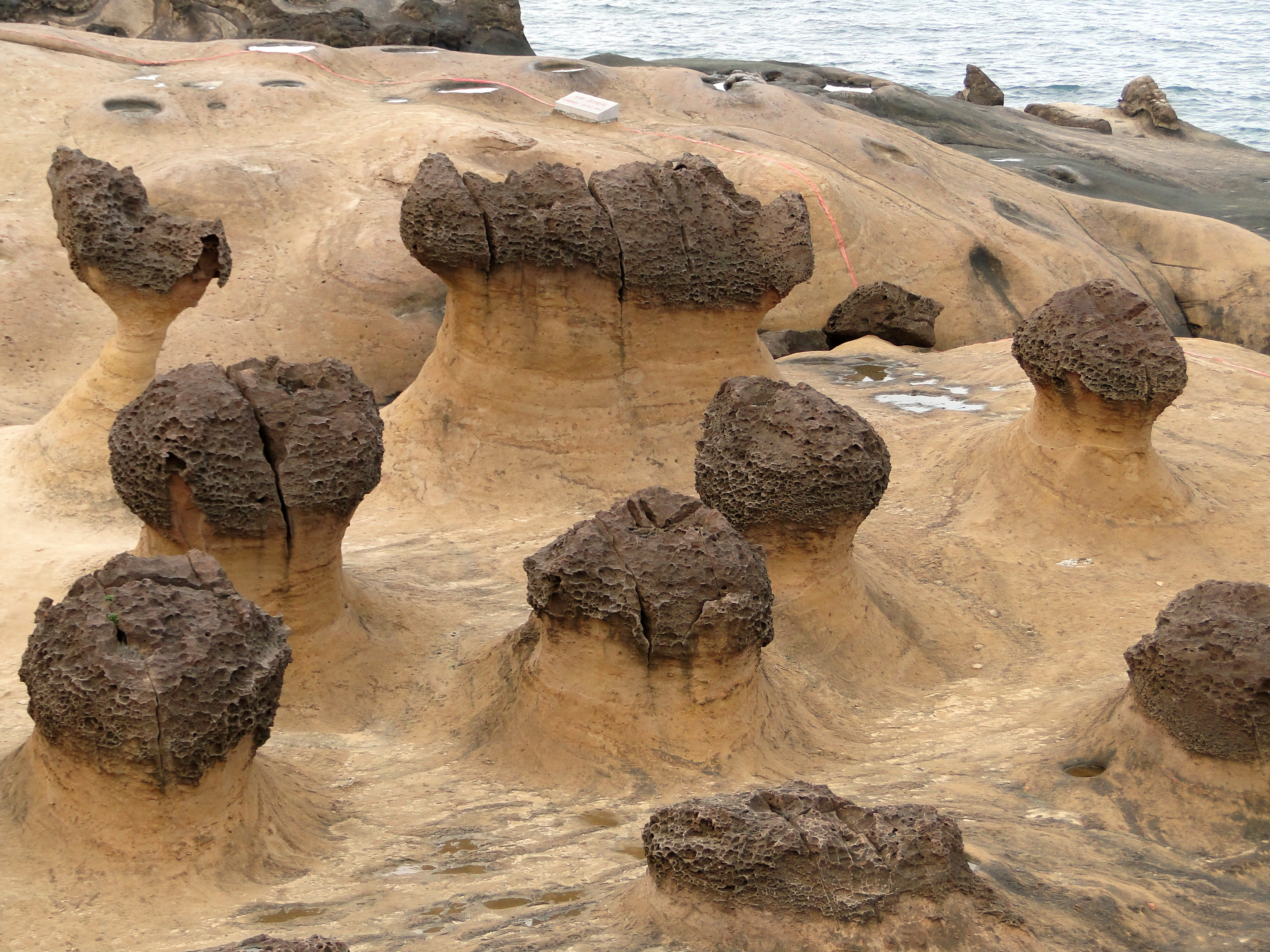
صخور الفطر في تايوان، يهليو

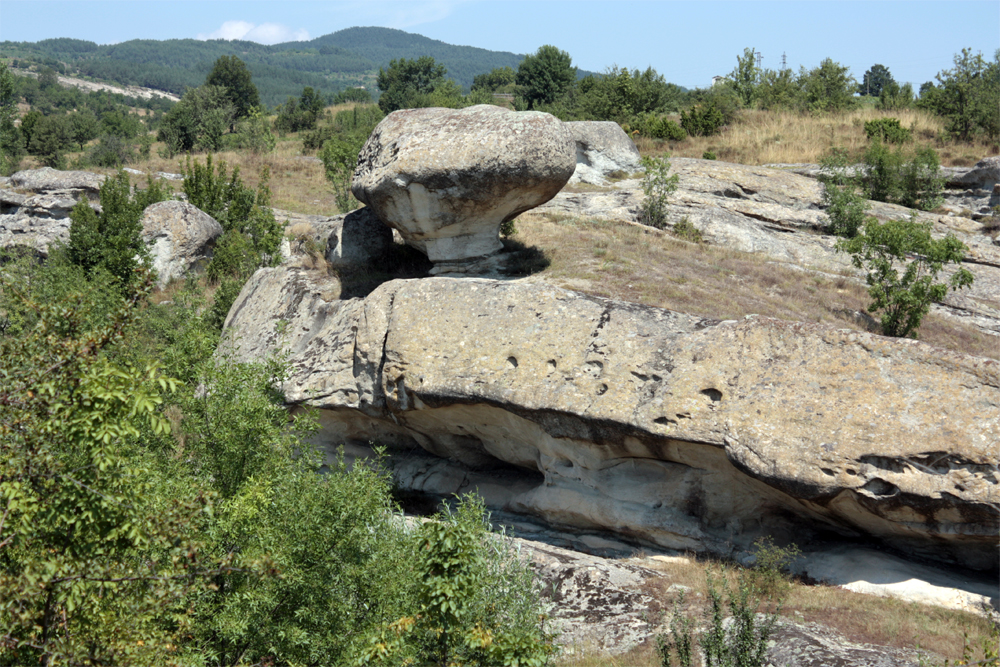
صخور الفطر في منطقة كارجالي، بلغاريا

صخرة الفطر، وتسمى أيضًا قاعدة الصخور، أو صخرة التمثال، هي صخرة تحدث بشكل طبيعي ويشبه شكلها، كما يوحي اسمها، عيش الغراب. تتشوه الصخور بعدة طرق مختلفة: عن طريق التعرية والعوامل الجوية، أو الحركة الجليدية، أو من اضطراب مفاجئ. ترتبط صخور الفطر بـتضاريس الحرافيش ولكنها تختلف عنها.
صخرة الفطر أو قاعدة الصخور هي شكل أرضي نموذجي على شكل عيش الغراب يتشكل بفعل التعرية بفعل الرياح. بمتوسط ارتفاع 2 إلى 3 قدم (0.6 إلى 0.9 م) من القاعدة، تكون قدرة الرياح على حمل المواد في أقصى حد لها، لذلك يتم أيضًا زيادة التآكل (التآكل بفعل الرياح حيث تصطدم المواد المنقولة بسطح صخري مكشوف وتلمعه أو تخدشه). في بعض الحالات، يتم ترتيب الصخور الصلبة أفقيًا فوق صخرة أكثر نعومة، مما يؤدي إلى مثل هذا التآكل.

## أمثلة
- حديقة سييرا دي أورغانوس الوطنية، سومبريريت، المكسيك
- Ciudad Encantada، كوينكا، كاستيل لا مانشا، إسبانيا
- منتزه Goblin Valley State Park، يوتا، الولايات المتحدة
- جولشهير، نفسهير، تركيا
- حديقة مشروم روك الحكومية، كانساس، الولايات المتحدة
- فاي موينج فاي، تايلاند
- الفطر الحجري، بلغاريا
- هوبويل روكس، نيو برونزويك ، كندا
- الصحراء البيضاء، مصر
- وادي رم، الأردن

## وصلات خارجية
- Ciudad Encantada - معلومات للزائر
- حديقة مشروم روك الحكومية ، مقاطعة إلسورث، كانساس